# Mulanay
Mulanay ist eine philippinische Stadtgemeinde in der Provinz Quezon. Sie hat 53.123 Einwohner (Zensus 1. August 2015). Die Gemeinde liegt auf der Bondoc-Halbinsel, getrennt von der Mompog-Passage von der Insel Marinduque. Auf dem Gebiet der Gemeinde liegt das Naturschutzgebiet Buenavista Protected Landscape.
In der Gemeinde befindet sich ein Campus der Polytechnic University of the Philippines.

## Baranggays
Mulanay ist politisch in 28 Baranggays unterteilt.
| - Ajos - Amuguis - Anonang - Bagong Silang - Bagupaye - Barangay 1 (Pob.) - Barangay 2 (Pob.) - Barangay 3 (Pob.) - Barangay 4 (Pob.) - Bolo - Buenavista - Burgos - Butanyog - Canuyep | - F. Nanadiego - Ibabang Cambuga - Ibabang Yuni - Ilayang Cambuga (Mabini) - Ilayang Yuni - Latangan - Magsaysay - Matataja - Pakiing - Patabog - Sagongon - San Isidro - San Pedro - Santa Rosa |